# Cyclostomella oncophora
Cyclostomella oncophora är en svampart som beskrevs av Syd. 1927. Cyclostomella oncophora ingår i släktet Cyclostomella och familjen Parmulariaceae.   Inga underarter finns listade i Catalogue of Life.